# PeR
PeR, acronimo che sta per Please explain the Rhythm è una band pop e beatboxing lettone formata nel 2007.

## Storia
I componenti originali della banda erano Ralfs Eilands, Emīls Vegners e Pēteris Upenieks. Vegners ha lasciato la band nel 2007 ed è stato rimpiazzato da Edmunds Rasmanis. Nel 2011 anche Upelnieks ha lasciato la band, ma non è stato rimpiazzato facendo diventare la band un duo composto da Eilands and Rasmanis. Dopo tre tentativi falliti di rappresentare la Lettonia all'Eurovision Song Contest, i PeR hanno vinto l'edizione 2013 dell'Eirodziesma (la selezione nazionale del cantante lettone per l'Eurovision) e hanno così rappresentato il loro paese all'Eurovision Song Contest 2013 con la canzone Here We Go, non accedendo però in finale.

## Discografia

### Album
- 2012 – PeR

### Singoli
- 2009 – Bye, Bye
- 2009 – Bums
- 2010 – Like a Mouse
- 2010 – Līdzsvarā
- 2011 – Go Get Up
- 2011 – Mazajām Sirsniņām
- 2012 – Disco Superfly
- 2013 – Sad Trumpet
- 2013 – Here We Go